# Palm Beach Princess
Die Palm Beach Princess war ein 1964 in Dienst gestelltes Kreuzfahrtschiff der Palm Beach Casino Line, das ursprünglich als Passagierfähre Ilmatar für die FÅA im Einsatz war. Die Palm Beach Princess blieb bis 2010 im Dienst, wurde anschließend nach Venezuela verkauft und 2015 in Santo Domingo Este, RD verschrottet.

## Dienstzeit

### Ilmatar
Die Ilmatar wurde im Juli 1962 bestellt und bei Wärtsilä in Helsinki gebaut. Der Stapellauf des Schiffes fand am 29. Oktober 1963 statt. Taufpatin der Ilmatar war Sylvi Kekkonen, Gattin des damaligen finnischen Staatspräsidenten Urho Kekkonen.

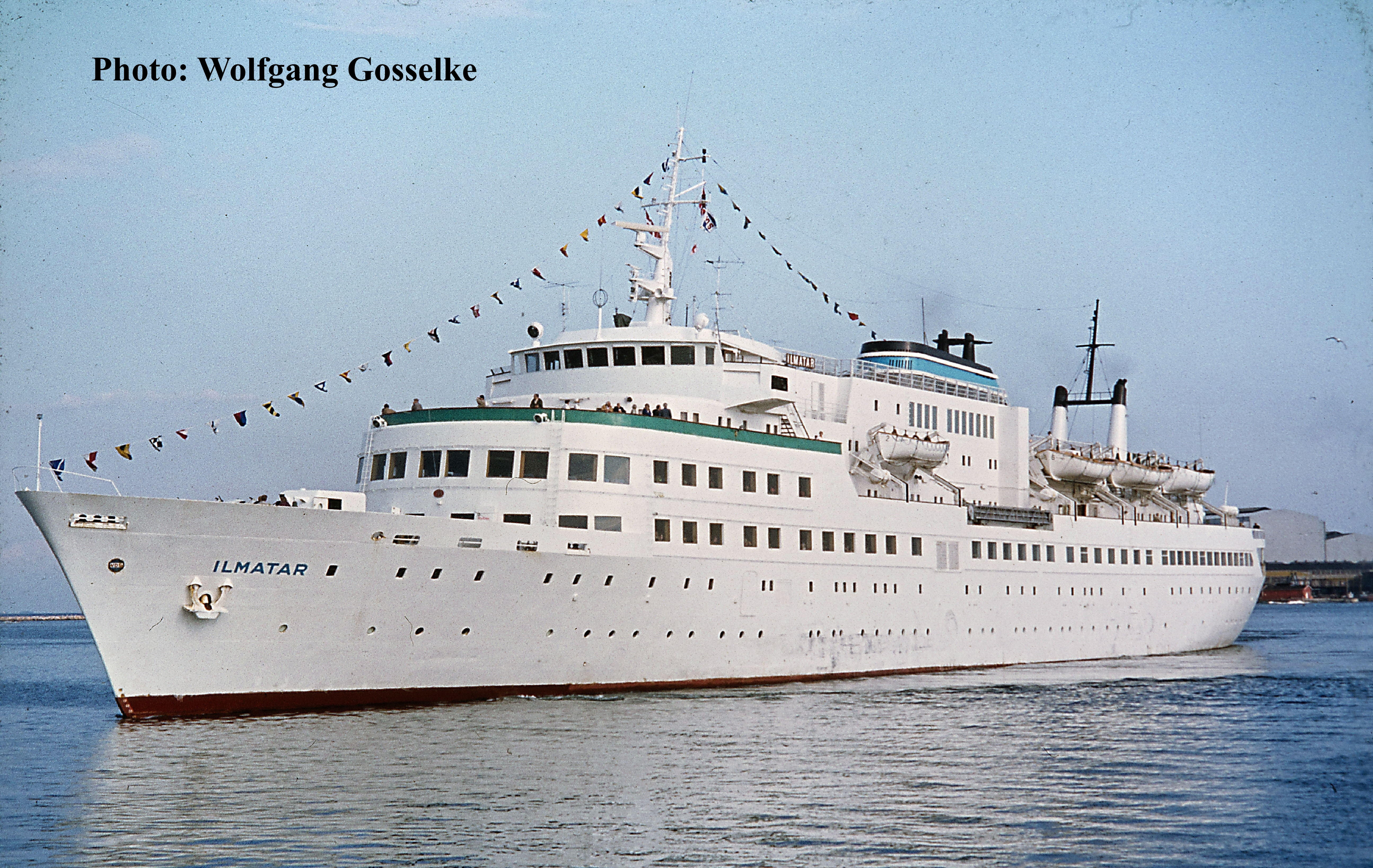
Die Ilmatar in Kopenhagen, Juni 1981

Am 15. Juni 1964 wurde die Ilmatar an die FÅA abgeliefert und noch am selben Tag auf der Strecke von Helsinki und Turku nach Stockholm in Dienst gestellt. Das Schiff hatte Platz für 1000 Passagiere und 50 Fahrzeuge. Ab 1965 wurde die Ilmatar neben ihrer üblichen Strecke auch für Kurzkreuzfahrten ab Stockholm eingesetzt. Am 28. November 1968 kollidierte die Ilmatar im dichten Nebel während einer Überfahrt von Stockholm nach Turku mit der Passagierfähre Botnia. An Bord der Botnia kamen fünf Passagiere und ein Besatzungsmitglied ums Leben. Beide Schiffe wurden bei der Kollision schwer beschädigt. 1970 gründete die FÅA mit mehreren anderen Reedereien die Silja Line. Die Ilmatar wurde zusammen mit anderen Schiffen der FÅA auf ihrer alten Route eingesetzt.
Da die Ilmatar von Anfang an als zu klein angesehen wurde, kam sie 1973 ins Dock der Howaldtswerke Hamburg und wurde dort um zwanzig Meter verlängert. Das nun gut 128 Meter lange Schiff besaß fortan Platz für 1210 Passagiere und 75 Fahrzeuge. Ab 1978 wurde die Ilmatar bei Wärtsilä zum Kreuzfahrtschiff umgebaut. Dabei erhielt das Schiff zusätzliche Kabinen, ein Kasino, ein Schwimmbecken, eine Turnhalle, ein Kino sowie eine Lounge mit Showbühne.
In den kommenden Jahren wurde die Ilmatar auf wechselnden Routen sowohl als Fähre als auch als Kreuzfahrtschiff eingesetzt. 1980 kaufte die Vesteraalens Dampskibsselskab das Schiff und setzte es weiterhin für Kreuzfahrten ein, bis es 1982 in Toulon aufgelegt wurde.

### Viking Princess
1984 wurde die Ilmatar in Viking Princess umbenannt und von der Crown Cruise Line für Kurzkreuzfahrten ab San Diego eingesetzt. 1985 wechselte das Schiff nach Long Beach. Nach der Insolvenz der Crown Cruise Line wurde die Viking Princess aufgelegt und zum Verkauf angeboten.

### Palm Beach Princess

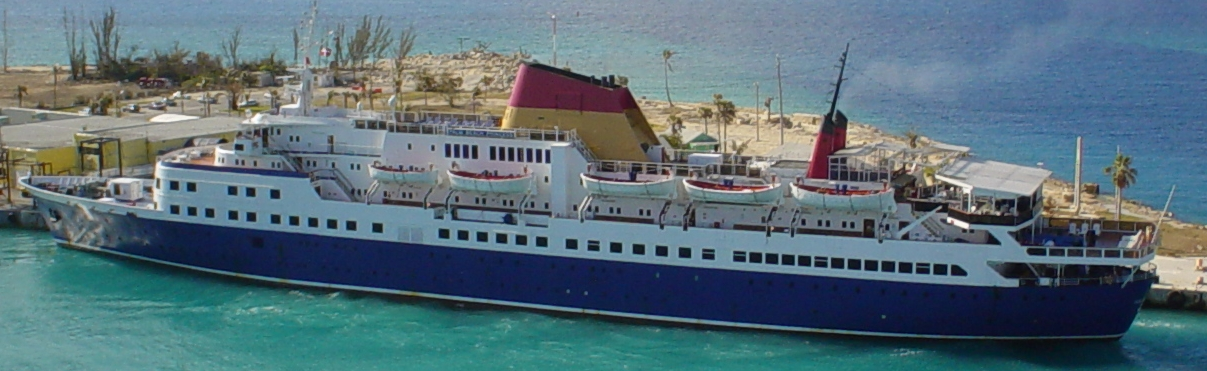
Die Palm Beach Princess in Freeport, Januar 2006

Nach zwei Jahren Aufliegezeit wurde das Schiff 1997 als Palm Beach Princess an Deerbrok Invest verkauft und von der neu gegründeten Palm Beach Casino Line betrieben. Die folgenden dreizehn Jahre blieb die Palm Beach Princess für Casinokreuzfahrten ab Palm Beach im Dienst.
Im Dezember 2009 erlitt das Schiff einen Maschinenschaden, wurde jedoch trotz des Defektes weiter eingesetzt. Erst nach einer drohenden Stilllegung durch die US-Küstenwache am 4. Dezember 2009 wurde das Schiff schließlich repariert, blieb jedoch nur noch zwei weitere Monate in Fahrt.

### Verschrottung

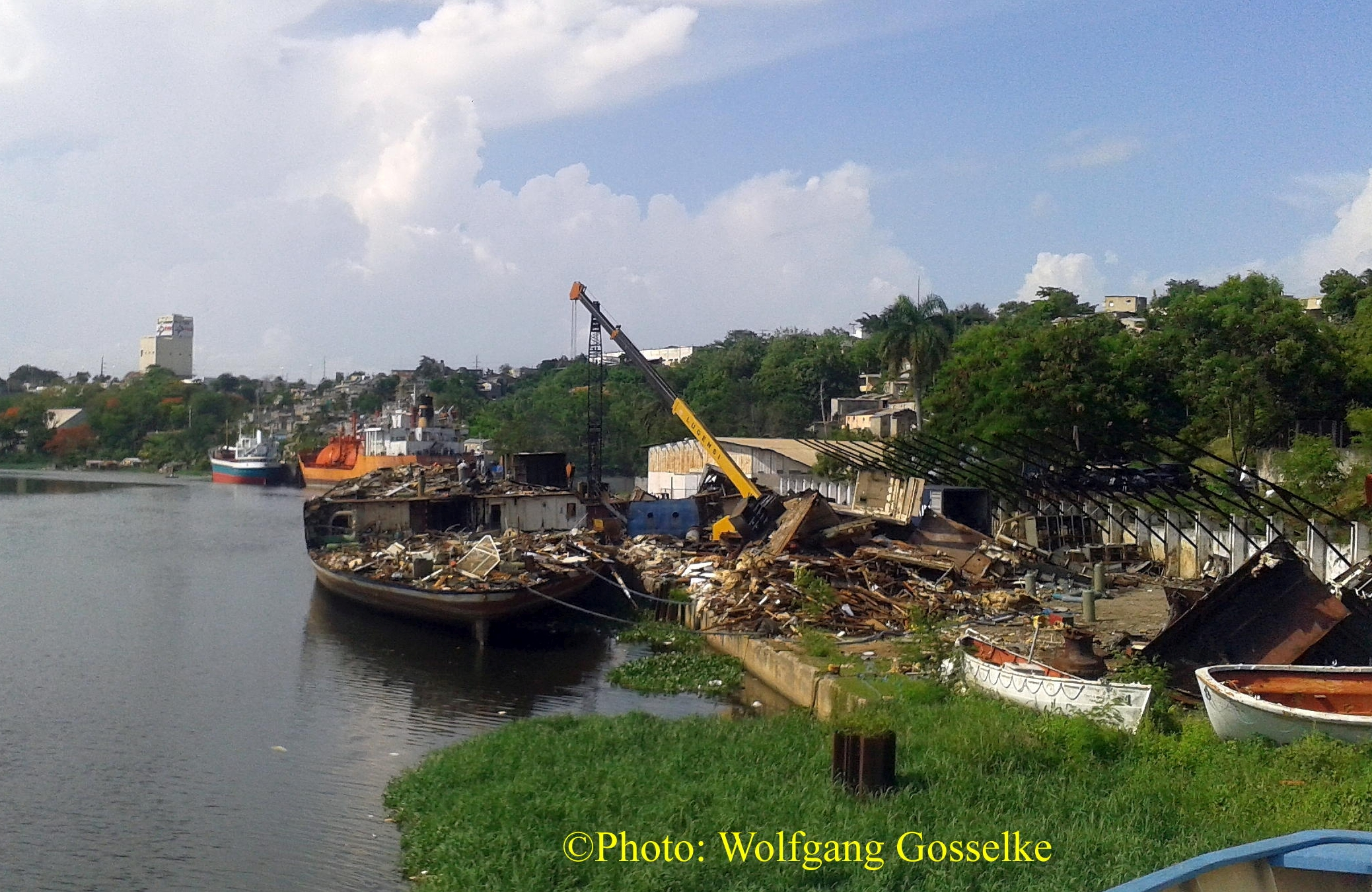
Die Palm Beach Princess am Kai der Abwrackwerft in Santo Domingo Este am 12. Juni 2015

Im Februar 2010 wurde das Schiff als schwimmendes Hotel nach Haiti verkauft. Am 17. Februar 2010 beendete die Palm Beach Princess ihre letzte Kreuzfahrt und wurde anschließend im April 2010 nach Freeport gebracht. Die Pläne als Hotelschiff wurden nicht realisiert, so dass die Palm Beach Princess nach längerer Aufliegezeit im November 2011 zum Verschrotten nach Santo Domingo verkauft wurde, wo sie am 19. Dezember 2012 eintraf. Dort blieb das Schiff erneut mehr als zwei Jahre liegen, bis im Herbst 2014 die Abbrucharbeiten begannen. Bis zum Sommer 2015 war das Schiff bis zu den Aufbauten zerlegt.